# Международная олимпиада по наукам о Земле
Междунаро́дная олимпиа́да по нау́кам о Земле́ (англ. International Earth Science Olympiad; сокр. ИЕСО (англ. IESO)) — ежегодное соревнование, проводящееся среди учащихся средних школ в таких дисциплинах как геология, метеорология, океанография и астрономия. К участию в IESO приглашаются школьники, являющиеся победителями соответствующих национальных соревнований.
Эта олимпиада — один из основных видов деятельности Международной Образовательной организации по наукам о Земле — IGEO.

## История
Первая IESO была проведена в октябре 2007 года в Тэгу, Южная Корея, где Тайваньская команда заняла первое место с тремя золотыми медалями и одной серебряной медалью. Корейская команда заняла второе место с одной золотой и тремя серебряными медалями, а Соединённые Штаты стали третьими с двумя серебряными и двумя бронзовыми медалями.
Второй (2008) конкурс проходил в Маниле, Филиппины, с темой «Cooptition in Addressing Climate Change» (слово «cooptition» является сочетанием слов «конкуренция» и «сотрудничество»). Его цель заключалась в содействии глобальному образованию в сфере наук о Земле и международному сотрудничеству в смягчении антропогенного ущерба окружающей среде.
Третья IESO состоялась в Тайбэе, Тайвань, в сентябре 2009 года на тему «Human Environment».
Четвёртая IESO состоялась в городе Джокьякарта, Индонезия, в сентябре 2010 года на тему «The Present is the key to the Future».
На данный момент IESO является единственной международной олимпиадой, включающей конкурс международных команд.
Тайвань занимает на 10-й олимпиаде, которая прошла в Японии в 2016 году, первое место.

## Цели IESO
IESO призвана повысить интерес школьников, привлечь внимание общественности к наукам о Земле, выявить талантливых и одарённых учащихся в этой области. Помимо этого, IESO направлена на улучшение преподавания наук о Земле в школе, поощрение дружественных отношений между учащимися из разных стран и содействие международному сотрудничеству в обмене идеями и материалами.

## Соревнование

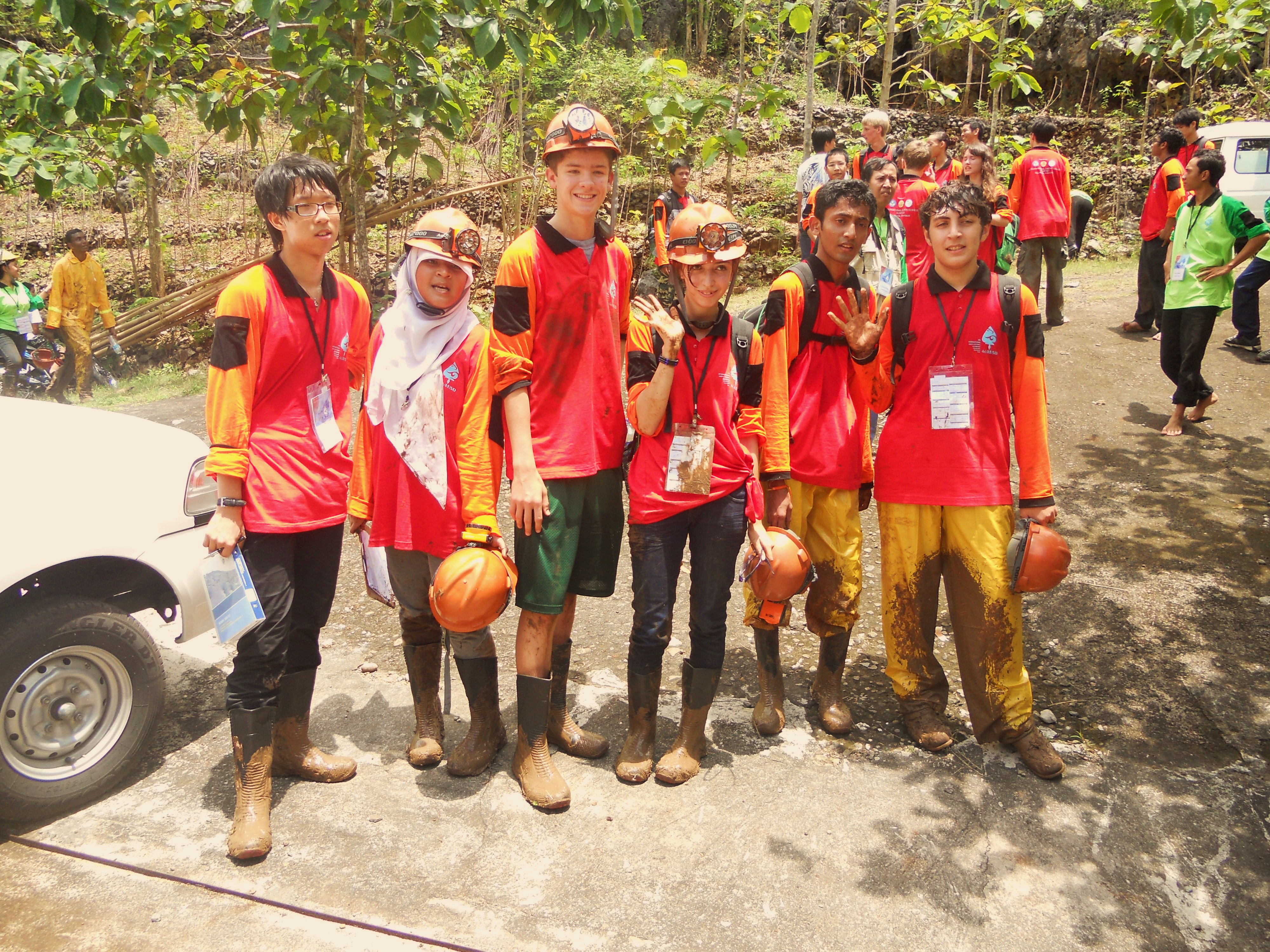
Международная команда после работы в пещере.

Международный конкурс состоит из теоретического и практического тестов.
Теоретический тест разделён на блоки, каждый из которых имеет свой определённый процент от общей оценки теста. Каждый блок — это отдельная дисциплина, и их всего четыре: геология, метеорология, океанография и астрономия.
Практические тесты проводятся по этим же дисциплинам, но в полевых условиях. Здесь участникам требуются знания в обращении с компасом, телескопом, различными метеорологическими приборами и другим оборудованием.
Задания выполняются индивидуально.
Также в рамках олимпиады проводится конкурс международных команд. Это испытание является завершающим и идёт после всех тестов. Организаторы создают команды, включающие участников из разных стран. Задачами каждой команды являются:
1. изучение поставленной организаторами проблемы
2. подготовка ответов на предложенные вопросы
3. создание презентации, в которой будут изложены проблема и методы её решения

## Команды

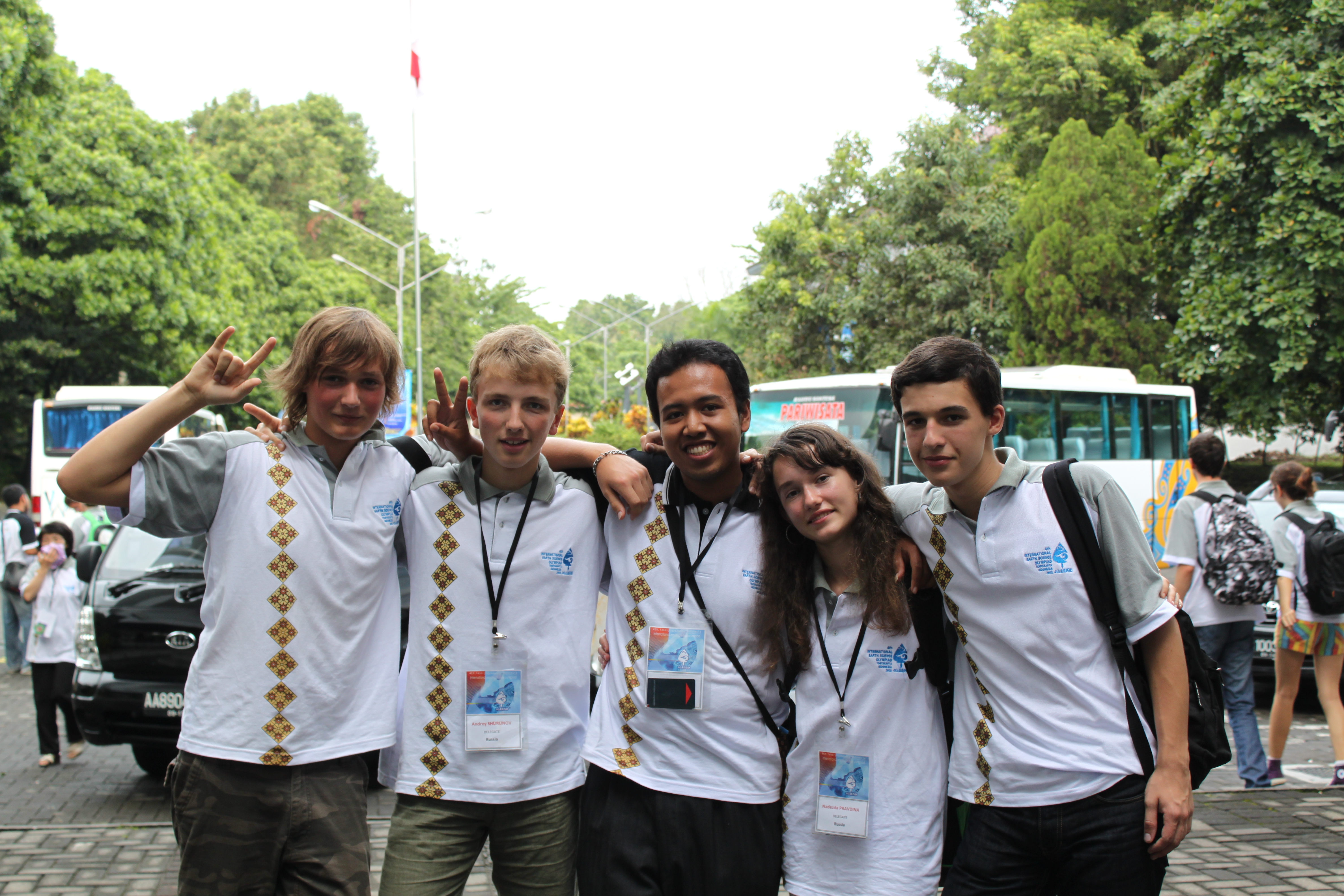
Команда России на IESO 2010 в Джокьякарте, Индонезия.

Каждую страну представляет команда, состоящая не более чем из четырёх участников, запасных (по желанию стороны) и руководителей, которые должны быть специалистами в какой-либо из дисциплин олимпиады. Официальным языком конкурса является английский, поэтому руководители должны переводить задания для своей команды на родной язык. Помимо этого, им будет предложено служить в качестве членов международного жюри. Официально IESO — личное первенство. Участники должны быть не старше 18 лет и не учиться в вузе. Они квалифицируются для участия в IESO, выиграв национальный конкурс в своих странах.

## Прошедшие и будущие олимпиады
- 2007 —  Южная Корея
- 2008 —  Филиппины
- 2009 —  Тайвань
- 2010 —  Индонезия
- 2011 —  Италия
- 2012 —  Аргентина
- 2013 —  Индия
- 2014 —  Испания
- 2015 —  Бразилия
- 2016 —  Япония
- 2017 —  Франция
- 2018 —  Таиланд
- 2019 —  Южная Корея
- 2020 —  Россия
- 2021 —  Китай
- 2022 — Онлайн формат
- 2023 — Онлайн формат
- 2024 —  Китай
- 2025 —  Китай